# ABC (език за програмиране)
Вижте пояснителната страница за други значения на ABC.
ABC е императивен език за програмиране с общо предназначение, както и интегрирана среда за разработка. Създаден е в Центъра по математика и компютърни науки в Холандия около 1987 г. Първоначалната цел на разработчиците е да бъде използван вместо BASIC, паскал и AWK. Езикът Python е сериозно повлиян от ABC.

## Основни характеристики
Програмите, написани на ABC, отначало се отличават от тези на C и паскал по това, че размерът им е с около 1/4 по-малък. Освен това ABC поддържа пет типа данни: число, текст (низ), списък, таблица и кортеж. Не е необходимо да се посочва типът на променливите.
Тъй като ABC е била монолитна разработка, усъвършенстването на езика е било доста трудна задача. Например с течение на времето е възникнала необходимостта от създаване на графичен интерфейс, но това е било непосилно за съществуващата тогава версия на ABC, която дори не е имала директен достъп до файловата система и операционната система.